# Clot d'Oriol
El Clot d'Oriol és una vall molt marcada –clot– del terme municipal d'Abella de la Conca, a la comarca del Pallars Jussà, dins del territori del poble de Bóixols. Constitueix una petita partida rural.

El Clot d'Oriol, respecte del terme d'Abella de la Conca

Està situat al nord-oest de Bóixols, a la dreta del riu de Collell, al sud de lo Campanar, al nord de Collell i al nord-est de l'Obac de Carrànima. Els seus límits són al nord l'esmentada partida de lo Campanar, a llevant la de l'Obac de Carrànima, i a ponent i migdia, la de Carrànima.
Comprèn les parcel·les 331, 332, 335 i 336 del polígon 2 d'Abella de la Conca, i consta de 6,3990 hectàrees amb pastures, bosquina i conreus de secà.

## Etimologia
Es tracta d'un topònim romànic modern, de caràcter descriptiu: es tracta d'un clot les terres del qual pertanyien a un propietari de nom Oriol.